# Saul Tigh

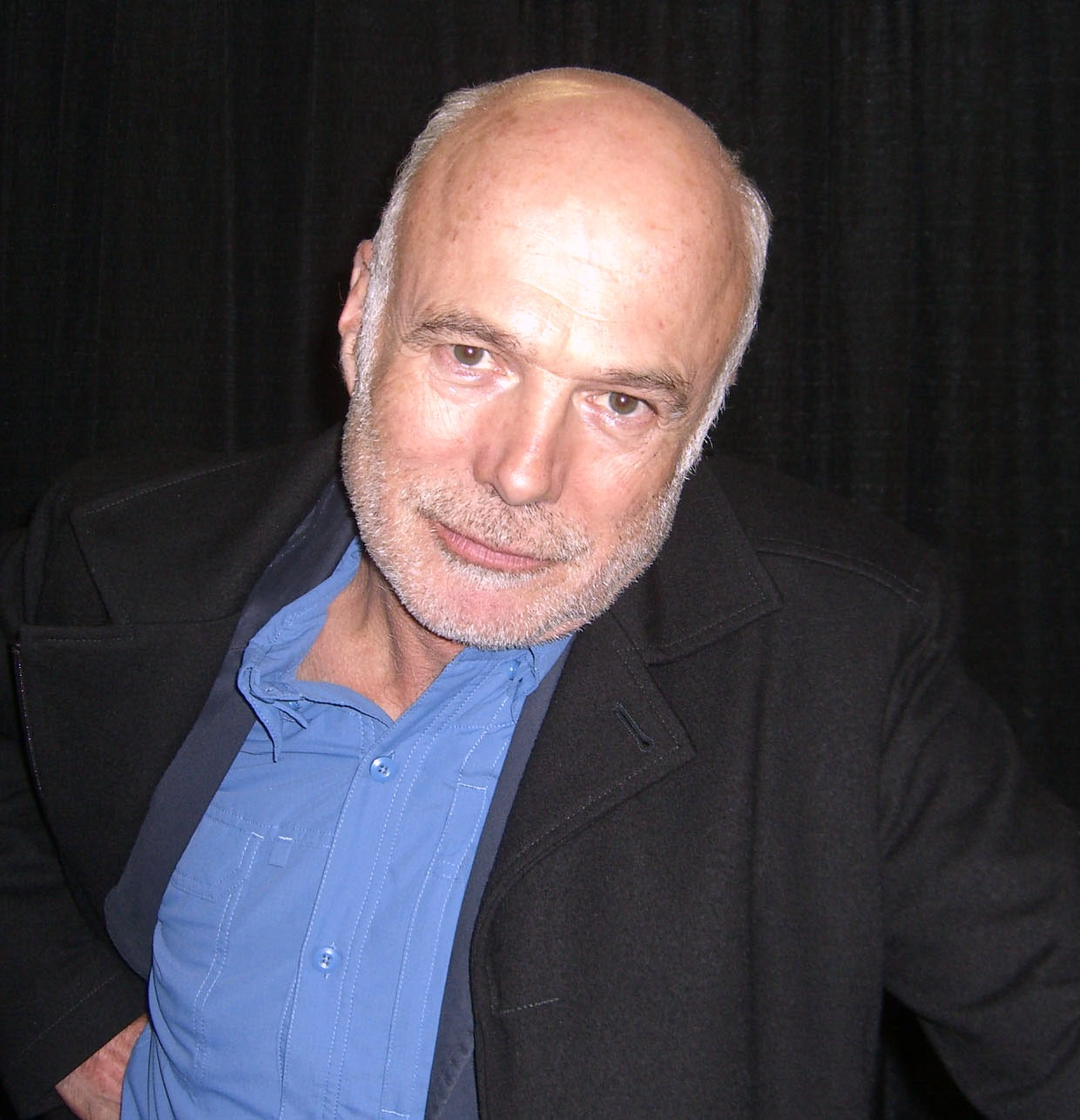
Saul Tigh, gespeeld door Michael Hogan.

Kolonel Saul Tigh is een personage uit de herwerkte televisieserie Battlestar Galactica. Hij is de tweede in rang na William Adama op de Galactica. De rol werd vertolkt door acteur Michael Hogan.

## Biografie
Tigh is een van de Final Five Cylons. Hij leefde net zoals de andere vier Final Five Cylons op de originele Aarde tweeduizend jaar voor de destructie van de twaalf kolonies. Hij werkte aan de heropstandingstechnologie, een technologie die de mogelijkheid biedt aan Cylons om herboren of gedownload te worden in een nieuw lichaam na de dood. Hij was gehuwd met Ellen, een relatie die hij verder zette in zijn nieuwe leven tweeduizend jaar later. Toen de originele Aarde verwoest werd door een nucleaire oorlog, konden de Final Five zich redden door zich te downloaden met behulp van de heropstandingstechnologie dat ze ontwikkeld hadden en geïnstalleerd was op een schip dat nabij de planeet lag.
Later creëren Tigh en de vier anderen acht nieuwe modellen humanoïde Cylons met meerdere kopieën van elk model. Het eerste model, gekend als Cavil is erg ontevreden over zijn naar eigen zeggen imperfecte menselijk lichaam en begint zowel de mensheid als zijn "ouders" te haten. Nadat hij eerst het zevende model voorgoed uitschakelt omdat hij het een te zwak en te menselijk model vond, besluit hij om de Final Five offline te nemen en hun bewustzijn op te slaan. Later downloadt hij de vijf in een nieuw lichaam, maar zorgt ervoor dat ze zich niet meer bewust zijn van hun Cylon identiteit, voorziet hij hen van een vals menselijk geheugen en dropt hen op Caprica om te leven tussen de kolonisten.
Tijdens zijn leven tussen de kolonisten gaat hij in dienst bij de koloniale krijgsmacht en bouwt hij een hechte vriendschap op met Adama. Tigh wordt de nummer twee van Adama op de Battlestar Valkyrie en na een mislukte actie worden ze beiden overgeplaatst naar de verouderde Galactica waar ze het einde van hun carrière mogen volmaken.

### Aanval op de twaalf kolonies
Als de Cylons de twaalf kolonies aanvallen staat de Galactica op het punt om uit dienst genomen te worden. De Galactica is een van de weinige overlevende schepen en Tigh gaat weer aan de slag als de nummer twee op het schip.
Tigh is van oordeel dat wanneer de bemanning hem niet haat, hij zijn werk niet goed doet. Hij komt in aanvaring met Starbuck, die hij ongedisciplineerd vindt en het komt tot een confrontatie tussen de twee waarna Starbuck in de cel belandt. Later groeit er geleidelijk wederzijds respect tussen de twee.
Enkele weken na de aanval komt zijn vrouw Ellen aan boord van de Galactica, waarvan hij dacht dat ze omgekomen was bij de aanval. Zij probeert hem keer op keer te manipuleren omdat ze vindt dat hij niet genoeg gerespecteerd wordt, vaak zijn ze beiden onder invloed van alcohol.

### Bevelhebber op de Galactica
Als Laura Roslin tegen de bevelen in van Adama op zoek wil gaan naar de tombe van Athena op Kobol en Starbuck op missie stuurt om de pijl van Apollo op te halen op Caprica, overtuigt Tigh Adama ervan dat Roslin een gevaar is voor de vloot. Tigh en Apollo worden samen met een groep mariniers naar het schip van de president gestuurd om haar te arresteren. Het komt tot een patstelling en als Apollo de kant van de president kiest en zijn wapen tegen het hoofd van deze laatste zet, laat Tigh hem weten dat hij hoogverraad pleegt. Roslin geeft zich ten slotte over om bloedvergieten te vermijden en ze wordt met Apollo gearresteerd en overgebracht naar de Galactica.
Daar aangekomen wordt Adama neergeschoten door Boomer. Apollo vraagt om zijn vader bij te staan maar Tigh is onverbiddelijk en zowel Roslin als Apollo belanden in de cel. Adama vecht op de infirmerie voor zijn leven waardoor Tigh het bevel van de Galactica moet overnemen. Hij leidt zelf het verhoor van Boomer, waar hij het geweld niet schuwt en laat ook Galen Tyrol arresteren, waarvan bekend is dat hij een relatie had met Boomer en hem ervan verdenkt eveneens een Cylon te zijn.
Na de arrestatie van Roslin start er een opstand in de vloot. De bemanning van een bevoorradingsschip weigert om verder te werken, wat Tigh aanzet om over te gaan tot militaire interventie, mede ingegeven door zijn vrouw Ellen die er hem van verzekert dat hij moet laten zien wie er de baas is. Tijdens de actie vallen er doden en als ook de Quorum van twaalf eisen om president Roslin te zien, kondigt hij de staat van beleg af.
Roslin ontsnapt met de hulp van Tom Zarek en Apollo, die inmiddels weer vrijgelaten werd. Na de ontsnapping gaan Roslin, Apollo, Zarek en een groep volgelingen op zoek naar de tombe van Athena op Kobol. Niet veel later is Adama hersteld en neemt hij het bevel weer over waarna hij de vloot weer samenbrengt en zich verzoent met Roslin en zijn zoon. Tigh bekent aan Adama dat hij de zaken niet goed aangepakt heeft en dat Adama heel wat zal moeten herstellen.

### New Caprica
Na de ontdekking van New Caprica beslist Tigh om de Galactica te verlaten en zich met zijn vrouw Ellen te vestigen op de nieuwe planeet. Als de Cylons de planeet ontdekken start de bezetting en de onderdrukking van de kolonisten. Tigh richt met Galen Tyrol en Samuel Anders een verzetsbeweging op die onder meer aanslagen plegen. Tigh wordt gearresteerd en gefolterd waardoor hij een oog verliest. Zijn vrouw Ellen zorgt ervoor dat hij weer vrijkomt, maar als duidelijk wordt dat zij collaboreert met de Cylons vermoordt hij haar. Hij vergiftigt haar drankje en ze sterft in zijn armen.
Na de bevrijding van New Caprica gaat hij weer aan boord van de Galactica. Hij wordt een van de rechters van een geheim tribunaal dat met de toestemming van voorlopig president Tom Zarek alle bemanningsleden wil berechten die tijdens de bezetting collaboreerden met de Cylons. Samen met onder meer Starbuck verwijt hij de bemanningsleden die tijdens de bezetting op de Galactica en andere schepen achterbleven dat ze de mensen op New Caprica in de steek lieten en haalt zo het moreel van de bemanning onderuit. Hij wordt door Adama uit zijn functie ontzet en vervangen door Helo, die hij verwijt een relatie te hebben met een Cylon. Tijdens het proces van Gaius Baltar verschijnt hij dronken op de getuigenbank en vertelt in het openbaar dat hij zijn vrouw vermoord heeft op New Caprica.

### Openbaring
Als een overlevende van de eerste Cylon oorlog opduikt op de Galactica, probeert deze Adama te vermoorden, waarna Tigh hem kan redden. De twee herstellen hun vriendschap waarna Tigh weer zijn werk kan opnemen als nummer twee van de Galactica.
Als de Galactica een gasnevel passeert, hoort Tigh geluiden in zijn vertrek. Hij tracht te achterhalen waar ze vandaan komen wat hem uiteindelijk leidt tot een bergruimte, waar op dat moment ook Galen Tyrol, Samuel Anders en Tory Foster aankwamen na het horen van hetzelfde muziekje, (enkele noten uit de song All Along the Watchtower) waarna ze alle vier beseffen dat ze Cylons zijn. Tigh laat de andere drie meteen weten dat dat voor hem niets verandert en dat hij door zal gaan met het bestrijden van de Cylons en verlaat meteen weer de ruimte en lijkt de gebeurtenis verder te negeren.
Nadat de rebellerende Cylons een alliantie sluiten met Adama en Roslin wordt Natalie, de leider van de rebellen vermoord door Athena en wordt Number Three de nieuwe leider nadat ze eerst bevrijd werd door een gezamenlijke actie van de rebellen en de kolonisten tijdens de vernietiging van het heropstandingsschip. De Number Three besluit om de alliantie te beëindigen wanneer ze Roslin en de andere kolonisten aan boord van het Cylon schip gijzelt met de bedoeling om de kolonisten te ruilen met de Cylons aan boord van de Galactica. Als de Number Three van start gaat met mariniers te executeren en ermee dreigt om ook Roslin om te brengen, gaat Tigh over tot actie.
Tijdens deze patstelling ziet Tigh geen andere oplossing meer dan zijn ware identiteit op te biechten bij Adama, met de bedoeling om zichzelf te laten executeren als Roslin geëxecuteerd zou worden. Adama is echter te geschokt als hij hoort dat zijn trouwste medewerker en vriend een Cylon is, dat hij niet meer in staat is om te handelen, waarna Apollo de zaak moet overnemen.
Tigh belandt in de luchtsluis en maakt ook de identiteit van de andere drie bekend, maar als Tigh geëxecuteerd dreigt te worden, lijkt de Number Three niet meteen onder de indruk en dreigen zowel Tigh als Roslin opgeofferd te gaan worden. Op dat moment vindt Starbuck in het navigatiesysteem van de Viper waarmee ze terugkeerde na haar dood, een routekaart naar de Aarde. Met die informatie wordt de patstelling beëindigd en gaan de Cylons akkoord de vijandelijkheden te stoppen en samen af te reizen naar de Aarde.
De ontdekking van de originele Aarde draait uit op een teleurstelling. De planeet was het thuis van Cylons en werd tweeduizend jaar eerder verwoest door een kernoorlog. Tyrol, Anders en Foster hebben flashbacks en ontdekken dat ze op de planeet leefden tweeduizend jaar eerder. Later heeft ook Tigh flashbacks als hij de zee inloopt waar hij beelden van zijn vrouw Ellen ziet en beseft dat zij ook een Cylon is.

### Terug op de Galactica
Na de teleurstelling van de ontdekking van de verwoeste planeet gaat het leven verder op de Galactica, maar iedereen is erg gedemotiveerd. Een dronken Adama bezoekt Tigh op in zijn kwartier, trekt zijn wapen en zet het tegen zijn eigen hoofd, waarna hij Tigh verwijt na verwijt maakt. Tigh probeert zich te verontschuldigen waarna Adama hem vraagt of hij misschien geprogrammeerd was om zijn vriend te zijn, waarop Tigh antwoordt dat zijn vriendschap zijn eigen keuze was. Als Adama hem zegt dat hij hem maar moet neerschieten, zegt Tigh dat hij hem hiermee niet kan helpen. Daarna hebben de twee een kalmer gesprek waarna Adama Tigh zijn positie teruggeeft als nummer twee op de Galactica. Beiden gaan weer aan de slag op de brug van het schip waar Tigh de bemanningsleden aanmaant om terug aan het werk te gaan.
Als Adama beslist om de alliantie voort te zetten met de rebellerende Cylons en de schepen van de vloot uitgerust zullen worden met Cylon technologie, komt het tot een conflict met Felix Gaeta. Gaeta, die tijdens een incident op het schip de Demetrius zijn onderbeen verloor en bijna terechtgesteld werd voor vermeende collaboratie door de geheime rechters die achteraf bijna allemaal zelf Cylons bleken te zijn, kan zijn frustraties en haat naar de Cylons toe niet meer verbergen en komt in aanvaring met Tigh. Nadat Dualla zelfmoord pleegt gaat Gaeta tot actie over en pleegt hij samen met Tom Zarek en sympathiserende bemanningsleden een coup. Tigh vecht zij aan zij met Adama en met behulp van Apollo, Starbuck, Roslin en anderen wordt de coup ongedaan gemaakt en worden Gaeta en Zarek geëxecuteerd.

### De terugkeer van Ellen
Inmiddels is Tigh een relatie begonnen met Caprica Six, die hij eerder opzocht in haar cel om haar te ondervragen, maar tijdens deze ondervragingen zag hij steeds het beeld van zijn vrouw Ellen, wat uitmondde in een seksuele relatie, waarna Caprica Six zwanger van hem werd.
Hij komt in een oncomfortabele situatie als zijn vrouw Ellen weer opduikt op de Galactica. Na haar dood werd ze in een nieuw lichaam gedownload aan boord van het Cylon heropstandingsschip en werd daar geholpen door Boomer om te ontsnappen, waarna ze samen naar de Galactica reisden. Deze actie werd vermoedelijk opgezet door Cavil om zo Boomer aan boord van de Galactica te krijgen waarna deze laatste het kind van Athena en Helo kon ontvoeren.
Ellen, die moet vaststellen dat haar man een relatie heeft met Caprica Six, houdt zich eerder afzijdig, maar wanneer Caprica Six een misval heeft en het ongeboren kind verliest, betekent dat meteen het einde van de relatie, waarna de relatie tussen Tigh en Ellen weer hersteld wordt. Tijdens deze periode vraagt een stervende Number Eight om Tigh te zien. Als hij vraagt waarom ze hem wil zien, antwoordt ze dat ze het een eer vindt om haar "vader" te mogen ontmoeten, waarna hij haar vertelt dat zijn hele leven in het teken heeft gestaan om haar en de andere Cylon modellen te bestrijden.
Nadat Boomer het kind van Helo en Athena ontvoerd heeft, zijn zowel Tigh als zijn vrouw vrijwilliger om een reddingsactie te ondernemen. Tijdens een patstelling waar Cavil het kind gijzelt stelt Tigh voor om hem en de andere Cylons terug te voorzien van de heropstandingstechnologie. Als de vijf Final Five Cylons met elkaar gelinkt worden om dat tot stand te kunnen brengen (waar ze elkaars herinneringen kunnen zien), merkt Tyrol dat Foster zijn vrouw Cally vermoord heeft en verbreekt de verbinding waarna hij haar vermoordt. Tigh en Ellen kunnen alleen maar toekijken. Nadat er een vuurgevecht uitbreekt wordt het kind alsnog gered, waarna de Galactica wegjumpt en terechtkomt nabij een blauwe planeet, die omgedoopt wordt tot de nieuwe Aarde. Tigh start met zijn vrouw Ellen en de overblijvende kolonisten en rebellerende Cylons een nieuw leven op de planeet.